# Mihaela Niga
Mihaela Niga (24 de noviembre de 1983) es una deportista rumana que compitió en remo. Ganó una medalla de oro en el Campeonato Mundial de Remo de 2003, en la prueba de dos sin timonel ligero.

## Palmarés internacional
| Campeonato Mundial | Campeonato Mundial | Campeonato Mundial | Campeonato Mundial     |
| Año                | Lugar              | Medalla            | Prueba                 |
| ------------------ | ------------------ | ------------------ | ---------------------- |
| 2003               | Milán (Italia)     | Medalla de oro     | Dos sin timonel ligero |